# CoMarkt
CoMarkt (Frans: CoMarché) is een Belgische supermarktketen van de Colruyt Group.

## Geschiedenis
De supermarktketen begon in 2024 als tijdelijke opvolger van de Match- en Smatch-supermarkten die de Colruyt Group overnam van de Louis Delhaize Group. 39 van de 54 overgenomen winkels zijn er omgebouwd naar de CoMarkt-formule.
Colruyt Group heeft de Match- en Smatch-winkels overgenomen van de Louis Delhaize Group, nadat deze vanwege verregaande bezuinigingen de winkels moest afstoten. De Louis Delhaize Group zal in 2025 worden overgenomen door Ahold Delhaize.
Het is de bedoeling dat de Colruyt Group de vestigingen binnen een niet-vastgestelde termijn zal ombouwen naar andere formules uit haar portfolio (zoals Spar en OKay) of zal ze doorverkopen naar andere winkelketens. Inmiddels zijn er voormalige Match- en Smatch-winkels overgenomen door Albert Heijn, Carrefour en Intermarché.

## Organisatie

### Hoofdkantoor en distributiecentra
CoMarkt heeft geen eigen distributiecentrum en wordt vanuit distributiecentra van de Colruyt Group beleverd. Het hoofdkantoor van de supermarktketen bevindt zich in Halle.

### Huismerken
De winkels van CoMarkt verkopen producten met de labels Everyday en Boni Selection, de huismerken van de Colruyt Group.